# 肖良乡
肖良乡，是中华人民共和国甘肃省陇南市礼县下辖的一个乡镇级行政单位。

## 行政区划
肖良乡下辖以下地区：
魏家村、肖良村、安子村、石坪村、坪望村、乔家村、五坪村、中心村、桃林村和安坝村。